# Żołkinie
Żołkinie (ukr. Жовкині, Żowkyni) – wieś na Ukrainie, w obwodzie rówieńskim, w rejonie waraskim, w hromadzie Włodzimierzec. W 2001 liczyła 905 mieszkańców.
W okresie międzywojennym wieś znajdowała się w granicach II RP, wchodząc w skład gminy Włodzimierzec w powiecie sarneńskim, w województwie wołyńskim.